# Джованні да Каріньяно
Джованні ді Каріньяно (італ. Giovanni di Carignano; Генуя, бл. 1250 — Генуя 1329), відомий також як Йоганнес де Мауро де Каріньяно — італійський священник і картограф з Генуї. Прізвисько «di Carignano» походить від генуезького міського району Каріньяно (Carignano).

## Біографія
Про життя Джованні ді Каріньяно відомостей небагато. Він був настоятелем у парафії Сан-Марко-аль-Моло, поблизу порту Генуї і найбільш відомий в історії картографії, створивши та підписавши географічну карту, що зображує узбережжя Середземного моря та прилеглих території: Балтики, Азії та Африки
Зберігся генуезький документ, датований 9 червня 1291 р., в якому йдеться про якогось Джованні, сина Мауро, з Каріньяно (Johannes de Mauro de Calignano). Інші фрагменти свідчать про те, що у нього було два брати: Джакомо, нотаріус і Ансельмо, лікар. Подальші документи свідчать про те, що він був ще живий у вересні 1329 року, але помер у травні 1330 року.
Каріньяно має важливе значення для історії картографії як автор морської карти-портолана початку XIV століття, яка з великою майстерністю зобразила більшу частину світу, яку тоді знали його італійські сучасники (Європа, Північна Африка, Близький Схід, Середземне море, Чорне море та багато іншого).
З 1293 по 1329 рік Джованні да Каріньяно був настоятелем церкви Сан-Марко-аль-Моло («Святого Марка на пристані»), парафії в Генуї, лише за кілька метрів від гамірного порту Генуї, мабуть, найважливішого тогочасного морського порту в Середземному морі.
Каріньяно був сучасником іншого відомого генуезького картографа, П'єтро Весконте (який підтримував контакти з венеційцем Марино Санудо) — обидва з них підписували свої власні карти, всупереч традиції анонімності, що була широко поширена до того часу.
Документ 1314 року свідчить про його конфлікт з архієпископом Генуї Поркетто Спінолою, якому не подобалося, що Джованні, будучи ректором Сан-Марко, дозволяв купцям використовувати приміщення, сплачуючи орендну плату, або що він зберігав матеріали для навігації, включно з вітрилами, кермами тощо: суперечка була заспокоєна завдяки втручанню папської курії на користь продовження діяльності заповзятливого Джованні (FERRO, с. 31). Інші документи показують, що і Джованні, і Поркетто Спінола позичали гроші купцям під відсотки (Ревеллі, 1937).

## Портолан Каріньяно
Портолан Каріньяно довгий час зберігався в Державному архиві (Archivio di Stato) у Флоренції в Італії. На жаль, і без того крихка карта була знищена в 1943 році під час бомбардування Неаполя, де вона була тимчасово виставлена. Все, що залишилося від портолана Каріньяно — це набір фотографій і нотатки попередніх вчених. Підпис Джованні розташований на портолані на Балтійському морі: «Presbiter Joannes Rector sancti Marci de portu Janue me fecit» (священик Джованні, настоятель Сан-Марко на пристані в Генуї, зробив мене).
Найважливіша особливість портолану Каріньяно окрім графічних і математичних нововведень (про які докладно описано в дослідженнях Duken, 1988 та Gaspar, 2008), полягає, зокрема, у спробі автора зібрати інформацію, не дотримуючись традиційної географії, успадкованої від античності. Зокрема, Каріньяно отримував інформацію від генуезьких купців, один з них подорожував до Сіджільмаси у внутрішньому Марокко і розповів Каріньяно про транссахарську торгівлю. Він також спілкувався з іноземними послами та емісарами, які прибували до Генуї, навіть якщо для них Генуя була лише транзитною зупинкою. Розташування церкви Сан-Марко біля пірсу було зручним для збору інформації; здається, що Джованні зустрівся з татарською чи вірменською делегацією в 1303 році, а в 1306 році через три роки, в з делегацією ефіопських послів, надісланих абіссінським негусом Ведемом Арадом до Авіньйона.
Можливо, через вплив отриманих новин про присутність християнських громад в Абіссінії Джованні да Каріньяно став першим європейським автором, який помістив легендарне Королівство Пресвітера Йоана в Африці (в Ефіопії), а не в північній Азії. Крім того, здається, що він особисто здійснив принаймні одну подорож до Середземного моря: з 16 квітня по 19 листопада 1316 року на Сицилію. Хоча північні райони Європи позначені дуже схематично і, вочевидь, невідомі автору, портолан Каріньяно містить можливо перше зображення Скандинавії як півострова.
Портолан Каріньяно по-різному датується між 1305 і 1327 рр.). Якщо прийняти більш ранні дати, то це може бути перший відомий портолан, підписаний його автором (тобто перед портоланом П'єтро Весконте 1311 року). Підпис був таким: Presbiter Johannes Rector sancti Marci de portu Ianue me fecit.
Друга таємнича карта Каріньяно, датована 1306 роком, регулярно згадується в списках XIX століття, але без вказівки її місцезнаходження чи опису її змісту, і, таким чином, вона або ніколи не існувала поза межами чуток, або була давно втрачена.